# Eisenbahnunfall von Mühlheim am Main 1900

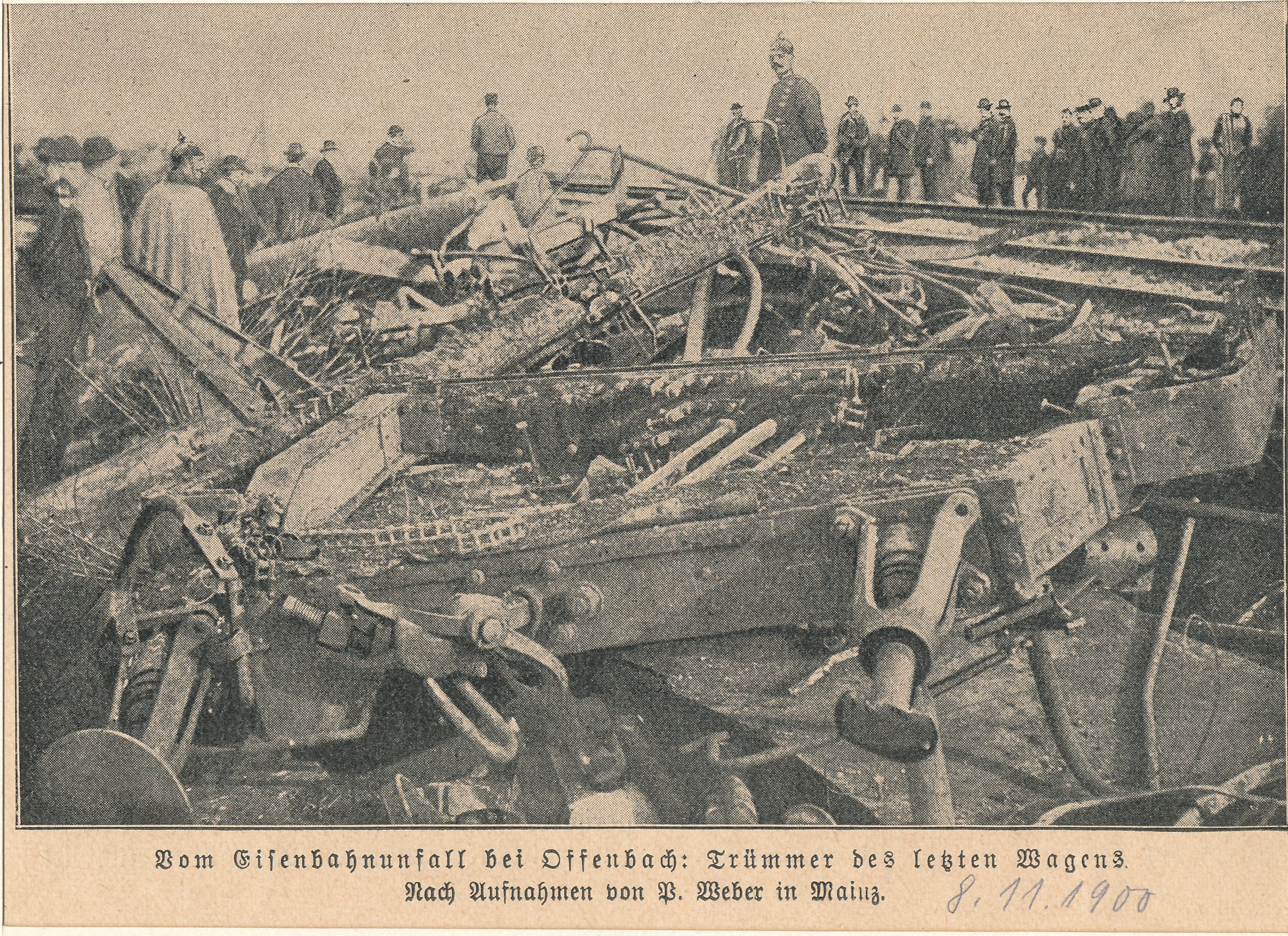
Trümmer des letzten Wagens

Der Eisenbahnunfall von Mühlheim am Main war der Auffahrunfall eines Personenzuges auf einen Durchgangszug (D) zwischen den Bahnhöfen Mühlheim am Main und Offenbach am Main am 8. November 1900. Zwölf Tote und vier Verletzte waren die Folge.

## Rahmenbedingungen
Mittig zwischen den etwa sechs Kilometer voneinander entfernten Bahnhöfen Mühlheim und Offenbach befand sich die Blockstelle 11. Am 8. November 1900 herrschte dichter Nebel, so dass die Sicht schlecht war. Der D 42 Berlin–Frankfurt (Main) Hauptbahnhof bestand aus einem kombinierten Post/Gepäckwagen, zwei Personenwagen und einem Speisewagen. Er sollte die Blockstelle um 22:17 Uhr passieren, der ihm nachfolgende Personenzug Nr. 238 von Hanau Hauptbahnhof nach Frankfurt um 22.31 Uhr. Dieser bestand aus der Lokomotive und 9 Personenwagen.

## Unfallhergang
Der Durchgangszug war etwas verspätet, so dass er erst gegen 22:25 Uhr in Mühlheim eintraf und dort vor dem Halt zeigenden Ausfahrsignal warten musste. Dieses deckte eine Lokomotive, die als Leerfahrt von Mühlheim nach Offenbach unterwegs war. Diese wiederum wurde bei der Blockstelle 11 aufgehalten, weil der davor liegende Blockabschnitt wegen eines in Offenbach einfahrenden Güterzuges noch besetzt war. Um 22:27 Uhr durfte der Durchgangszug aus Mühlheim ausfahren, da der vor ihm liegende Block nun frei war. Das Signal an der Blockstelle 11 gebot wieder Halt, da die Leerfahrt Offenbach noch nicht erreicht hatte. Wegen des Nebels sah der Lokomotivführer das Signal aber erst sehr spät, bremste und kam erst 200 Meter hinter dem Signal zum Halten. Der Blockwärter hatte inzwischen die Rückmeldung erhalten, dass die Leerfahrt Offenbach erreicht habe, und gab unmittelbar vor dem Durchgangszug das Signal Fahrt frei. Das aber bekam der Lokomotivführer des Durchgangszugs nicht mehr mit.
Der Blockwärter hatte den vorbeifahrenden Durchgangszug wahrgenommen und deshalb den Block Mühlheim–Blockstelle 11 freigegeben. Der Lokomotivführer des Durchgangszugs, in der irrigen Annahme, er habe ein „Halt“ zeigendes Signal überfahren, brachte seinen Zug zum Halten und drückte ihn hinter das Blocksignal zurück. Der Blockwärter bemerkte das Manöver erst, als das Schlusssignal des Zuges vor ihm wieder aus dem Nebel auftauchte. Er rannte dem Zug entgegen, um den Lokführer zu warnen und aufzufordern, Richtung Offenbach hinter das deckende Signal zu fahren. Das war aber vergeblich. Die Sicht war unverändert schlecht. Der Lokführer des folgenden Personenzugs Nr. 238 erkannte das Haltesignal auch erst im letzten Moment, gleichzeitig mit dem Schlusssignal des Durchgangszuges, der selbst noch in der Rückwärtsfahrt begriffen war. Die Kollision war nicht mehr vermeidbar.

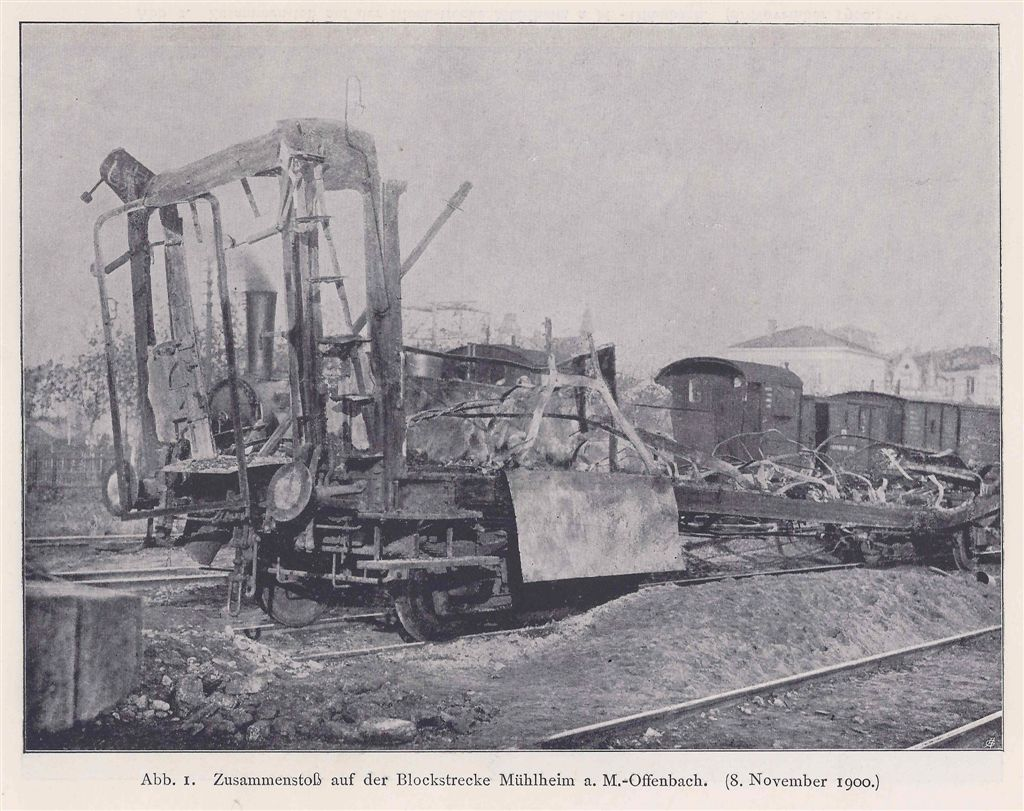
Einer der beiden ausgebrannten Wagen

Der letzte Wagen des Durchgangszuges wurde durch den Aufprall derart verformt, dass sich seine Türen nicht mehr öffnen ließen. Gleichwohl konnte ein Teil der Reisenden sich retten. Das Gas eines geplatzten Behälters der Gasbeleuchtung des Durchgangszug-Wagens strömte aus und entzündete sich an dem Feuer der aufgefahrenen Dampflokomotive. Die beiden letzten Wagen des Durchgangszugs fingen Feuer und brannten aus. Von dem aufgefahrenen Personenzug entgleisten vier Wagen.

## Folgen

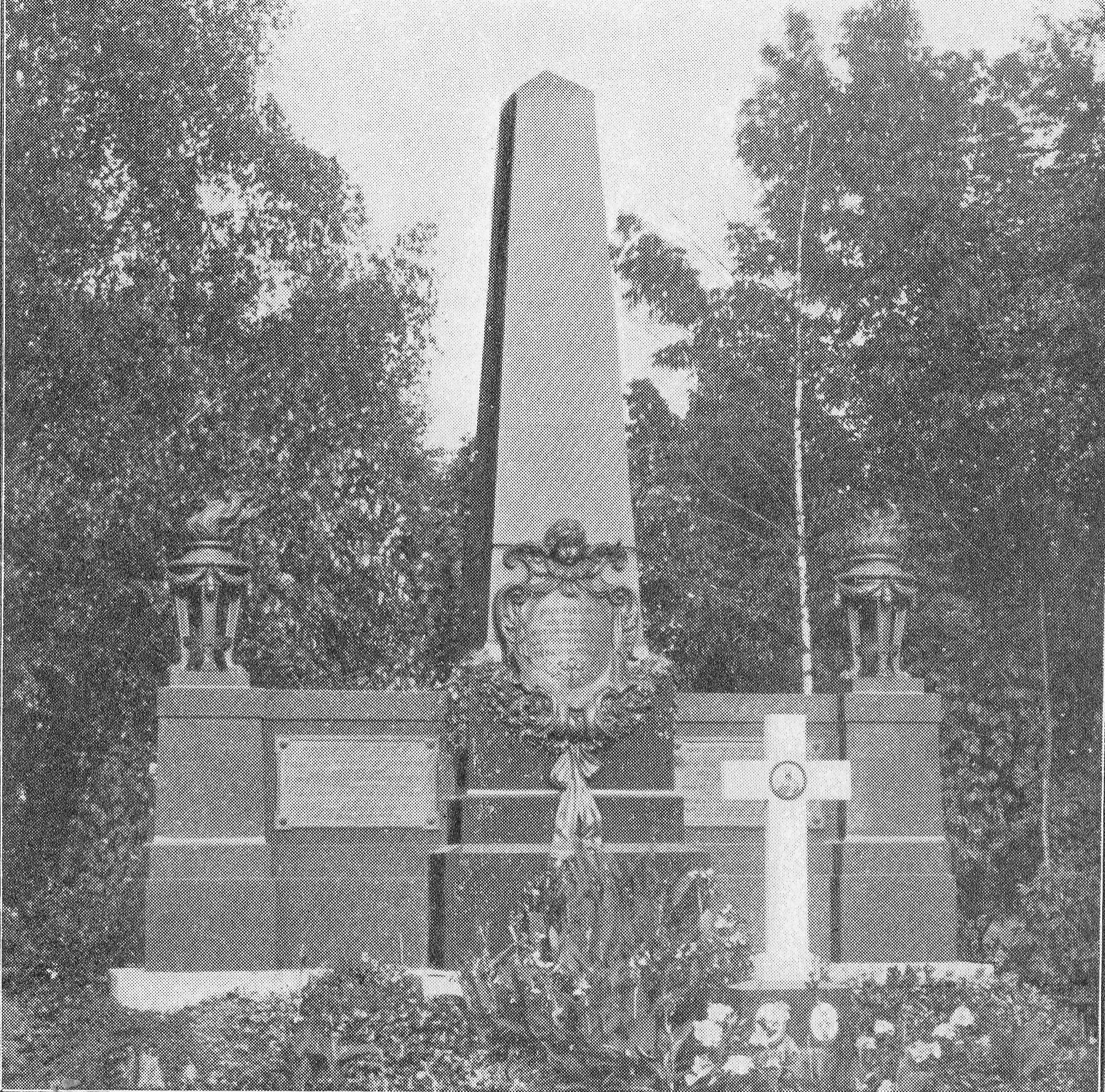
Denkmal für die Toten des Eisenbahnunfalls auf dem Alten Friedhof in Offenbach

Zwölf Menschen starben. Darüber hinaus wurde ein Reisender schwer und drei leicht verletzt.
Der Unfall war Anlass, sich Gedanken über eine verlässlichere Zugsicherung zu machen. Auch wurde erkannt, dass die geschlossene Wandkonstruktion eines Durchgangszug-Wagens bei einem Auffahrunfall wesentlich stabiler und sicherer war als die durch Außentüren in jedem Abteil unterbrochenen Wände der traditionellen Abteilwagen. Wären diese in dem Durchgangszug eingesetzt gewesen, hätte die Zahl der Toten höher gelegen. Außerdem beschleunigte der Unfall die Einführung elektrischen Lichts als Beleuchtung für Reisezugwagen, wobei es in dieser Zeit europaweit eine Reihe von Unfällen gab, deren Folgen durch sich entzündendes Beleuchtungsgas massiv verschlimmerten.
Elf der Toten wurden auf dem Alten Friedhof in Offenbach beigesetzt, wo auch ein Denkmal für die Opfer errichtet wurde.

## Hinweis
Aus unerfindlichen Gründen wird der Unfall in der Literatur auch als „bei Hanau“ geschehen aufgeführt. Zwischen Hanau und dem Unfallort lagen aber schon damals die beiden Bahnhöfe Steinheim am Main und Mühlheim am Main.